# Matías Lloréns Palau
Matías Lloréns Palau (¿?, c. 1844-Barcelona, julio de 1930) fue un militar y dirigente carlista español. Sirvió en la tercera guerra carlista en la Administración militar. En 1913 fue nombrado presidente de la Junta Central Tradicionalista organizadora de los Requetés de Cataluña, con la categoría equivalente a general jefe de esta milicia juvenil en Cataluña.

## Biografía
Adscrito al carlismo, ya en julio de 1868, poco antes de la revolución de septiembre, se le confiaron asuntos delicados al servicio de esta causa. Poco después se le encomendó la subcomisaría regia de la provincia de Tarragona y allí, durante cerca de cuatro años, llevó todo el peso de la conspiración carlista.
En abril de 1869 fue llamado a París asistió a la Secretarla del pretendiente y el 1 de mayo recibió del mismo Carlos VII el nombramiento de oficial segundo de Administración militar con orden de reintegrarse a su provincia, a fin de continuar los trabajos preliminares de la campaña. Al año siguiente se trasladó a Suiza, asistió a la célebre Junta carlista de Vevey, que presidió Don Carlos en persona, y firmó el acta de la misma como jefe y representante de la región tarraconense.
Participó en la tercera guerra carlista en el cuerpo de Administración militar. Llegó hasta el grado de Intendente y llevó a término importantes misiones que le confiaron Vall, Moore, Tristany y otros generales, participando en numerosas acciones y siendo condecorado con las tres cruces de San Fernando.
Tras la guerra y hasta el final de su vida continuó defendiendo la causa tradicionalista, permaneciendo leal a Don Carlos y posteriormente a su hijo, Don Jaime. Lloréns fundó el Centro regional de veteranos carlistas, ocupando la primera presidencia y costeando la bandera de dicha institución.
De acuerdo con la necrología publicada en el semanario El Cruzado Español, también fue el jefe superior militar carlista de Cataluña, en cuyo puesto organizó el Requeté y publicó el Boletín Oficial del mismo. En junio de 1913 Juan María Roma, secretario de la junta regional tradicionalista de Cataluña, anunciaba a Matías Lloréns como presidente de la Junta Central Tradicionalista organizadora de los Requetés de Cataluña. Ese mismo año, al frente de dicha junta, Lloréns haría varios llamamientos a la disciplina, manifestando que los que influyesen o hiciesen algo contra la organización de los Requetés, quedaban separados de la Comunión Tradicionalista.
Matías Lloréns hizo asimismo un censo de todas las clases carlistas de Cataluña, por lo que recibió la gratitud del pretendiente.
Estuvo casado con Antonia Castelló y fue padre del sacerdote Matías Lloréns.